# Грінс-Форк (Індіана)
Грінс-Форк (англ. Greens Fork) — місто (англ. town) в США, в окрузі Вейн штату Індіана. Населення — 335 осіб (2020).

## Географія
Грінс-Форк розташований за координатами 39°53′29″ пн. ш. 85°2′30″ зх. д. / 39.89139° пн. ш. 85.04167° зх. д. (39.891402, -85.041535).  За даними Бюро перепису населення США у 2010 році місто мало площу 0,42 км², з яких 0,41 км² — суходіл та 0,01 км² — водойми. 2017 року площа становила 0,36 км², з яких 0,36 км² — суходіл та 0,00 км² — водойми.

## Демографія
Згідно з переписом 2010 року, у місті мешкали 423 особи в 147 домогосподарствах у складі 113 родин. Густота населення становила 1006 осіб/км².  Було 161 помешкання (383/км²).
Расовий склад населення:
| - 99,3 % — білих - 0,2 % — корінних американців - 0,2 % — азіатів |

До двох чи більше рас належало 0,2 %. Частка іспаномовних становила 0,0 % від усіх жителів.
За віковим діапазоном населення розподілялося таким чином: 27,2 % — особи молодші 18 років, 58,9 % — особи у віці 18—64 років, 13,9 % — особи у віці 65 років та старші. Медіана віку мешканця становила 37,2 року. На 100 осіб жіночої статі у місті припадало 88,0 чоловіків;  на 100 жінок у віці від 18 років та старших — 85,5 чоловіків також старших 18 років.
Середній дохід на одне домашнє господарство  становив 44 056 доларів США (медіана — 41 771), а середній дохід на одну сім'ю — 42 911 долар (медіана — 36 250). За межею бідності перебувало 29,9 % осіб, у тому числі 46,7 % дітей у віці до 18 років та 22,4 % осіб у віці 65 років та старших.
Цивільне працевлаштоване населення становило 211 осіб. Основні галузі зайнятості: освіта, охорона здоров'я та соціальна допомога — 21,3 %, виробництво — 18,5 %, роздрібна торгівля — 13,3 %, мистецтво, розваги та відпочинок — 12,8 %.